# 文學少女衍生作品列表
文學少女衍生作品列表，列舉日本輕小說系列《文學少女》的衍生作品，包括本作以外的相關書籍、漫畫、動畫及廣播劇CD。

## 相關書籍

### 合作作品
《協作文集2 爬上階梯的文學少女、石像怪與笨蛋》（2008年10月30日發售，ISBN 978-4-7577-4484-4）
相關作品分別有《文学少女》、《笨蛋，測驗，召喚獸》、《學校的階梯》、《吉永家的石像怪》。一共5篇作品，當中有3篇與文學少女有關，另外兩篇是《天栗浜的石像怪》（作者：田口仙年堂；插畫：日向悠二）、《笨蛋，測驗，召喚獸》（作者：櫂末高彰）。
| 章節 | 名稱                       | 作者     | 插畫       | 協作（作者）                        | 題材                                                             |
| ---- | -------------------------- | -------- | ---------- | ----------------------------------- | ---------------------------------------------------------------- |
| 1    | 文学少女與集結少女的召喚獸 | 野村美月 | 葉賀唯     | 《笨蛋，測驗，召喚獸》 （井上堅二） | Ivanhoe（沃尔特·司各特）                                         |
| 2    | 文学少女與被殺的笨蛋       | 井上堅二 | 竹岡美穗   | 《笨蛋，測驗，召喚獸》 （井上堅二） | 《源氏物語—葵》（紫式部） 《一千零一夜》                         |
| 5    | 文学少女與奔跑的賽跑者     | 野村美月 | 甘福あまね | 《學校的階梯》（櫂末高彰）          | 《The Loneliness of the Long Distance Runner》 （Alan Sillitoe） |

### 連載作品
| 連載回數／標題                                                         | 題材（作者）                           | 收錄                                                                                                |
| ---------------------------------------------------------------------- | -------------------------------------- | --------------------------------------------------------------------------------------------------- |
| 《文學少女今日的點心》（於FB Online 2007.1號 - 2008.2號連載）          |                                        | |
| 第1回 「更級日記」                                                     | 《更級日記》（菅原孝標女）             | 文學少女愛戀插話集1                                                                                 |
| 第2回 「天地一沙鷗」                                                   | 《天地一沙鷗》（李查·巴哈）            | 文學少女愛戀插話集4                                                                                 |
| 第3回 「盛開的櫻花林下」                                               | 《盛開的櫻花林下》（坂口安吾）         | 文學少女愛戀插話集4                                                                                 |
| 第4回 「在峽谷裡」                                                     | 《在峽谷裡》（安東·契訶夫）            | 文學少女愛戀插話集3                                                                                 |
| 第5回 「好色五人女」                                                   | 《好色五人女》（井原西鶴）             | 文學少女愛戀插話集3                                                                                 |
| 第6回 「麥子和國王」                                                   | 《麥子和國王》（艾蓮諾‧法吉昂）        | 文學少女愛戀插話集1                                                                                 |
| 第7回 番外七瀨的戀愛日記                                               | —                                      | 文學少女愛戀插話集2                                                                                 |
| 第8回 番外 續・七瀨的戀愛日記                                          | —                                      | 文學少女愛戀插話集2                                                                                 |
| 第9回 番外 再續・七瀨的戀愛日記                                        | —                                      | 文學少女愛戀插話集2                                                                                 |
| 第10回 「羅莉塔」                                                      | 《羅莉塔》（弗拉基米爾·納博可夫）      | 文學少女愛戀插話集2                                                                                 |
| 第11回 「飛行教室」                                                    | 《飛行教室》（埃裡希·凱斯特納）        | 文學少女愛戀插話集2                                                                                 |
| 第12回 「銀茶匙」                                                      | 《銀茶匙》（中勘助）                   | 文學少女愛戀插話集2                                                                                 |
| 最終回 「萬葉集」                                                      | 《萬葉集》                             | 文學少女愛戀插話集1                                                                                 |
| 番外篇「雪雁」                                                         | 《雪雁》（保羅·加利科）                | 文學少女愛戀插話集1                                                                                 |
| 《文學少女的秘密書架》（於FB Online 2008.3號連載 / 全10話 前後編構成） |                                        | |
| 第0回 「小森的自言自語」                                               | —                                      | 文學少女愛戀插話集2                                                                                 |
| 第1回 「文學少女和呼喊愛情的詩人」                                     | 《海因里希·海涅詩集》                  | 文學少女愛戀插話集2                                                                                 |
| 第2回 「文學少女與門內的公主」                                         | 《進入盛夏之門》（羅伯特·海萊因）      | 文學少女愛戀插話集1                                                                                 |
| 第3回 「文學少女與出軌的預言家」                                       | 《溫夫人的扇子》（王爾德）             | 文學少女愛戀插話集1                                                                                 |
| 第4回 「文學少女和急侍親吻的詩人」                                     | 《拜倫詩集》                           | 文學少女愛戀插話集2                                                                                 |
| 第5回 「文學少女和烈火熊熊的牛魔王」                                   | 《潮騷》（三島由紀夫）                 | 文學少女愛戀插話集3                                                                                 |
| 第6回 「迷途的小鹿和說謊的人偶」                                       | 《麥田捕手》（傑羅姆·大衞·塞林格）     | 文學少女愛戀插話集3                                                                                 |
| 第7回 「文學少女與幸福的孩子」                                         | 《安徒生童話》                         | 文學少女愛戀插話集4                                                                                 |
| 第8回 「生氣的女孩與檸檬男孩」                                         | 《檸檬》（梶井基次郎）                 | 文學少女愛戀插話集4                                                                                 |
| 最終回 「文學少女與麻煩的情侶」                                        | 《玫瑰与戒指》（威廉·梅克比斯·薩克萊） | 文學少女愛戀插話集4                                                                                 |
| 其他連載・插入作品                                                     |                                        | |
| 文學少女和戀愛的牛魔王                                                 | 《初戀》（伊萬·謝爾蓋耶維奇·屠格涅夫） | 《FB SP Vol.2 まかでみスペシャル》 （2007年5月30日發售 ISBN 978-4-7577-3565-1） 文學少女愛戀插話集1 |
| 等待與妳的那天                                                         | —                                      | 畫集《文學少女的追憶畫廊》                                                                          |
| 木蘭的祈禱（暫譯）                                                     | —                                      | 《劇場版 文學少女》宣傳手冊                                                                         |
| 畫室的密談                                                             | —                                      | 法米通通文庫 小冊子「BUNGAKU-SHOJO」 文學少女愛戀插話集4                                            |
| 文學少女與憂鬱的貴公子                                                 | 堤中納言物語                           | FB Online 特別短編 文學少女愛戀插話集4                                                              |
| 文學少女見習生的發現                                                   | 《銀河鐵道之夜》（宮澤賢治）           | FB Online 2010.9號 文學少女愛戀插話集4                                                              |
| 有你相伴的夏末（暫譯）                                                 | —                                      | 文學少女Premium小冊子《文學少女與愛的小節集》 （文學少女的美味禮物活動的獎品）                      |
| 文學少女平安篇 振筆的公子和吟詠的仕女                                  | —                                      | BD/DVD《劇場版 文學少女》                                                                           |
| 人魚公主喜愛甜蜜羅曼史                                                 | —                                      | DVD《文學少女回憶錄Ⅰ -夢想少女的前奏曲-》                                                           |
| 雪之女王不容許愛（暫譯）                                               | —                                      | DVD《文學少女回憶錄Ⅱ -漫舞天使的鎮魂曲-》                                                           |
| 美女傲嬌地別開臉（暫譯）                                               | —                                      | DVD《文學少女回憶錄Ⅲ -戀愛少女的狂想曲-》                                                           |
| 甜蜜插曲～今後永遠都是……                                               | —                                      | 畫集《文學少女的追憶畫廊2》                                                                         |

### 畫集＆GUIDE BOOK
| 名稱                                   | （日）ISBN 出版日期                  | （台）ISBN 出版日期              | （陆）ISBN 出版日期          | 收錄短篇小說                                   |
| -------------------------------------- | ------------------------------------ | -------------------------------- | ---------------------------- | ---------------------------------------------- |
| 《文學少女》的追憶畫廊                 | ISBN 978-4757745889 2008年12月15日   | ISBN 9789571041001 2009年8月14日 | ISBN 9787532154029 2014年8月 | 等待與妳的那天 —為遠子和心葉分別後四年的故事。 |
|                                        | ISBN 978-4047264908 2010年4月21日    |                                  |                              | 無                                             |
| 暫譯：《文學少女》之美食家的書籍指南書 | ISBN 978-4-04-726491-5 2010年4月21日 |                                  |                              |                                                |
|                                        | ISBN 978-4-04-726508-0 2010年4月21日 |                                  |                              |                                                |
| 《文學少女》的追憶畫廊2                | ISBN 978-4047273108 2011年5月30日    | ISBN 9789571047294 2012年2月1日  | ISBN 9787532154036 2014年8月 | 甜蜜插曲～今後永遠都是…… —位青澀作家後的故事   |

## 漫畫
高坂りと作畫
2008年，《文學少女》改編漫畫在《Gangan Powered》八月號開始連載，由高坂りと負責作畫。2009年轉移到《月刊GANGAN JOKER》繼續連載。
《文學少女與渴望死亡的小丑》由Square Enix發行，共23話，另有番外篇。
| 卷數    | ISBN（日） 出版日期                   | ISBN（台） 出版日期             |
| ------- | ------------------------------------- | ------------------------------- |
| 1       | ISBN 978-4-7575-2545-0 2009年4月24日  | ISBN 4717702245009 2012年2月1日 |
| 2       | ISBN 978-4-7575-2807-9 2010年2月22日  | ISBN 4717702245016 2012年5月8日 |
| 3（完） | ISBN 978-4-7575-3103-1 2010年12月22日 | ISBN 4717702245023 2012年8月4日 |
《文學少女與渴求真愛的幽靈》於月刊GANGAN JOKER2011年1月號開始連載號開始連載。
- 第一卷：ISBN 978-4-7575-3340-0；發售日：2011年8月22日
- 第二卷：ISBN 978-4-7575-3533-6；發售日：2012年8月22日
- 第三卷（完）：ISBN 978-4757538849；發售日：2013年2月22日

日吉丸晃作畫
《文學少女與美味故事》由角川書店發行。
| 卷數    | ISBN（日） 出版日期                  | ISBN（台） 出版日期              |
| ------- | ------------------------------------ | -------------------------------- |
| 1       | ISBN 978-4-04-854411-5 2010年1月26日 | ISBN 9789863250333 2012年11月9日 |
| 2（完） | ISBN 978-4-04-854467-2 2010年4月21日 | ISBN 9789863252085 2013年2月6日  |
《文學少女與戀愛的詩人》於月刊Asuka2010年6月號開始連載。
| 卷數    | ISBN（日） 出版日期               | ISBN（台） 出版日期              |
| ------- | --------------------------------- | -------------------------------- |
| 1（完） | ISBN 978-4048545792 2011年1月26日 | ISBN 9789863250340 2012年11月9日 |

## 動畫

### 今日的點心「初戀」
今日的點心「初戀」是2009年12月26日發售的《DVD附特裝版文學少女見習生的傷心》所收售的短篇。

#### 製作人員
- 監督、分镜 - 多田俊介
- 系列構成 - 山田由香
- 脚本 - 笹野惠
- 人物設定、總作畫監督 - 松本圭太
- 作画監督 - 石川真理子
- 演出 - 江崎慎平
- 美術監督 - 鈴木路惠
- 色彩設計 - 津守裕子
- 撮影監督 - 田中宏侍
- 音響監督 - 中嶋聰彦
- 音樂 - 伊藤真澄
- 動畫製作 - Production I.G
- 製作 - “文学少女”製作委員会

### 劇場版

#### 製作人員
- 原作：野村美月
- 人物原案：竹岡美穗
- 導演：多田俊介
- 構成、劇本：山田由香
- 人物設定：松本圭太
- 音樂：伊藤真澄
- 動畫製作：Production I.G
- 製作：「文学少女」製作委員會

#### 声优
天野遠子：花澤香菜
井上心葉：入野自由
朝倉美羽：平野綾
琴吹七瀨：水樹奈奈
芥川一詩：小野大輔
竹田千愛：豐崎愛生
小森：下田麻美
姫倉麻貴：伊藤静
櫻井流人：宮野真守
美羽之母：山像香
井上心葉（小學時代）：齋藤千和
心葉之母：久川綾
心葉之父：小野坂昌也
井上舞花：津田美波

#### 主題歌
（遙遠的日子）
作詞 - riya
作曲、編曲 - 菊地創
歌 - eufonius
cw曲：（雪中的歸途）

#### 商品情报
劇場版“文学少女” 初回限定版
参考價格：10,290日元（BD初回限定版）／8190日元（DVD初回限定版）
发售日：2010年8月27日
新收錄短篇小說：
- 映象特典：

1. 「文學少女的宮澤賢治探訪」（介紹人：花澤香菜）
2. 「文學少女」宣傳活動介紹～從神社祈求大會到「銀河鐵道之夜」朗讀會、上映首日舞台致詞～
3. 劇場版宣傳預告收錄

- 聲音特典：

CAST&STAFF幕後講評【入野自由（飾演心葉）、平野綾（飾演美羽）、多田俊介（監督）、山田由香（腳本）】

### “文学少女”回憶篇
《“文学少女”回憶篇》（“文学少女”メモワール）共發行3卷。
作為劇場版的先行，各放映一星期。分別由遠子、美羽、七瀨作為故事主角。初回限定版也收錄了主要聲優的評論。
文學少女 回憶篇I 天野遠子篇 《夢想少女的前奏曲》（夢見る少女の前奏曲）
2010年5月15日劇場公開、2010年6月25日發售DVD。
聲優：花澤香菜（天野遠子）、宮野真守（櫻井流人）、三石琴乃（櫻井叶子）、藤原啓治（天野文陽）、井上喜久子（天野結衣）、千葉進步（佐佐木）、入野自由（井上心葉）
- OP《夢想庭園》
  - 作詞、作曲：rino / 編曲：大久保薫 / 歌：CooRie

- ED
  - 作詞：KOKIA / 作曲、編曲：伊藤真澄 / 歌：KOKIA

腳本：笹野惠 / 分鏡：石平信司 / 演出：宇井良和 / 作畫監督：窪田康高
評論音軌：花澤香菜、伊藤真澄（音樂）、笹野惠（腳本）
新收錄短篇小說：
- 映像特典：影像講評「放學後的文藝社」〔對談：花澤香菜、入野自由〕
- 聲音特典：幕後講評「KASHIMASHI講評〔飾演遠子：花澤香菜、腳本：笹野惠、音樂：伊藤真澄〕

文學少女 回憶篇II 朝倉美羽篇 《漫舞天使的鎮魂曲》（ソラ舞う天使の鎮魂曲）
2010年5月22日劇場公開、2010年10月29日發售DVD。
聲優：平野綾（朝倉美羽）、入野自由（井上心葉）、山像香（美羽之母）、梅津秀行（美羽之父）、久川綾（心葉之母）、齋藤千和（心葉小學時代）
- OP《夢想庭園》（與遠子篇同）
  - 作詞、作曲：rino / 編曲：大久保薫 / 歌：CooRie

- ED
  - 作詞、作曲、編曲、歌：伊藤真澄

腳本：山田由香 / 分鏡、演出、作畫監督：田頭しのぶ
新收錄短篇小說：
- 映像特典：影像講評「從銀河的車窗」〔對談：平野綾、入野自由〕
- 聲音特典：幕後講評「天使們的美聲〔飾演美羽：平野綾、飾演心葉（小學生）：齋藤千和〕

文學少女 回憶篇III  琴吹七瀨篇 《戀愛少女的狂想曲》（恋する乙女の狂想曲）
2010年5月29日劇場公開、2010年12月24日發售DVD。
聲優：水樹奈奈（琴吹七瀨）、下田麻美（小森）、入野自由（井上心葉）、花澤香菜（天野遠子）、豐崎愛生（竹田千愛）
- OP《夢想庭園》（與遠子篇同）
  - 作詞、作曲：rino / 編曲：大久保薫 / 歌：CooRie

- ED
  - 歌：CooRie

腳本：笹野惠 / 分鏡：山本秀世 / 演出：鈴木健太郎 / 作畫監督：奥田陽介
新收錄短篇小說：
- 映像特典：影像講評「戀愛的課外輔導」〔對談：水樹奈奈、下田麻美〕
- 聲音特典：幕後講評「少女們的戀愛談〔飾演小森：下田麻美、OP演唱：rino(CooRie)〕

## 廣播劇CD
| 名稱                    | 附註 | 發售日期       | 封面     |
| ----------------------- | ---- | -------------- | -------- |
| 文學少女 渴望死亡的小丑 | 前篇 | 2009年10月21日 | 天野遠子 |
| 文學少女 渴望死亡的小丑 | 後篇 | 2009年11月25日 | 竹田千愛 |
| 文學少女 渴求真愛的幽靈 | 前篇 | 2010年2月24日  | 天野遠子 |
| 文學少女 渴求真愛的幽靈 | 後篇 | 2010年3月25日  | 雨宮螢   |
| 文學少女 沉陷過往的愚者 | 前篇 | 2010年9月22日  | 天野遠子 |
| 文學少女 沉陷過往的愚者 | 後篇 | 2010年11月24日 | 天野遠子 |